# Ostrôžka
Ostrôžka (877 m n. m.) je částečně zalesněný kopec v Ostrôžkách na Slovensku. Nachází se na území okresu Detva mezi vesnicemi Stará Huta, Klokoč a Podkriváň přímo nad osadou Sliačska Podpoľana. Vrchol je porostlý lesem a neposkytuje žádné výhledy. Se svými 877 m nadmořské výšky se jedná o nejvyšší bod pohoří Ostrôžky.

## Přístup
Přímo na vrchol nevede značený chodník, ale vrch traverzuje  červeně značená Rudná magistrála z Detvy do Starej Huty. Najlehčí výstup je ze Sliackej Poľany, kde se na červený chodník připojuje  modře značená trasa z Kriváňa.

## Výhledy
Ze zalesněného vrcholu jsou jen velmi omezené výhledy, přesto horské louky a polany umožňují pozorovat zajímavé horizonty. Pozorovatelné jsou zejména sousední vrchy a blízké pohoří, ale při vhodné lokalitě a dohlednosti lze sledovat i vzdálený Vtáčnik, [Kremnické vrchy], Velkou Fatru, Ďumbierské Tatry či Poľanu, nezřídka však jižním směrem i vrchy na maďarském území. 